# Pot Black
Pot Black foi um torneio de snooker realizado em Inglaterra e que teve um importante papel na divulgação do jogo durante as décadas finais do século XX.
No final da década de 1960 a BBC começou a emitir a cores, e procurava programas que poderiam explorar as potencialidades da nova tecnologia de reprodução da cor. O jogo de snooker, com o seu arco-íris de bolas coloridas, foi sugerido. O formato era de um torneio por eliminatórias, com jogos de uma só frame todas as semanas, foi concebido pelo produtor da BBC de Birmingham Philip Lewis, e foi para o ar pela primeira vez em 23 de Julho de 1969, na BBC2, apresentado por Alan Weeks, com o árbitro Sydney Lee e comentários ao jogo de "Whispering" Ted Lowe. O primeiro torneio foi ganho por Ray Reardon. Mark Williams tem o máximo break de 119.
O êxito de Pot Black foi imediato e fenomenal, tornando-se o segundo mais popular programa da BBC2. O torneio tinha um sistema de todos contra todos onde o número total de pontos era muitas vezes crucial para determinar o vencedor. Assim, os jogos acabavam sempre com o embolsamento da bola preta (7 pontos), o que não acontece nos jogos multi-frames, onde o que conta é o número de vitórias e não de pontos.

## Vencedores

### Pot Black
| Ano  | Vencedor         | Finalista      | Pontuação final (frames) | Pontuação final (pontos) |
| ---- | ---------------- | -------------- | ------------------------ | ------------------------ |
| 1969 | Ray Reardon      | John Spencer   | 1-0                      | 88-29                    |
| 1970 | John Spencer     | Ray Reardon    | 1-0                      | 88-27                    |
| 1971 | John Spencer     | Fred Davis     | 1-0                      | 61-40                    |
| 1972 | Eddie Charlton   | Ray Reardon    | 1-0                      | 75-43                    |
| 1973 | Eddie Charlton   | Rex Williams   | 1-0                      | 93-33                    |
| 1974 | Graham Miles     | John Spencer   | 2-0                      | 77-37, 70-49             |
| 1975 | Graham Miles     | Dennis Taylor  | 1-0                      | 81-27                    |
| 1976 | John Spencer     | Dennis Taylor  | 1-0                      | 69-42                    |
| 1977 | Perrie Mans      | Doug Mountjoy  | 1-0                      | 90-21                    |
| 1978 | Doug Mountjoy    | Graham Miles   | 2-1                      | 43-55, 97-23, 111-16     |
| 1979 | Ray Reardon      | Doug Mountjoy  | 2-1                      | 79-51, 25-82, 84-41      |
| 1980 | Eddie Charlton   | Ray Reardon    | 2-1                      | 16-74, 85-30, 68-54      |
| 1981 | Cliff Thorburn   | Jim Wych}      | 2-0                      | 68-39, 85-50             |
| 1982 | Steve Davis      | Eddie Charlton | 2-0                      |                          |
| 1983 | Steve Davis      | Ray Reardon    | 2-0                      |                          |
| 1984 | Terry Griffiths  | John Spencer   | 2-1                      |                          |
| 1985 | Doug Mountjoy    | Jimmy White    | 2- 0                     |                          |
| 1986 | Jimmy White      | Kirk Stevens   | 2-0                      |                          |
| 1991 | Steve Davis      | Stephen Hendry | 2-1                      |                          |
| 1992 | Neal Foulds      | James Wattana  |                          |                          |
| 1993 | Steve Davis      | Mike Hallett   |                          |                          |
| 2005 | Matthew Stevens  | Shaun Murphy   | 1-0                      | 53-27                    |
| 2006 | Mark J. Williams | John Higgins   | 1-0                      | 119-13                   |
| 2007 | Ken Doherty      | Shaun Murphy   | 1-0                      | 71-36                    |

### Junior Pot Black
| Ano  | Vencedor          | Finalista      | Pontuação final (frames) | Pontuação final (pontos) |
| ---- | ----------------- | -------------- | ------------------------ | ------------------------ |
| 1981 | Dean Reynolds     | Dene O'Kane    |                          | 151-79*                  |
| 1982 | John Parrott      | John Keers     |                          | 169-70*                  |
| 1983 | John Parrott      | Steve Ventham  |                          |                          |
| 1991 | Ronnie O'Sullivan |                |                          |                          |
| 2006 | Stuart Carrington | Anthony McGill | 1-0                      | 58-46                    |
| 2007 | Mitchell Mann     | Jack Lisowski  | 1-0                      | 76-23                    |
| 2008 | Jason Devaney     | Duane Jones    | 1-0                      | 61-28                    |
| 2009 | Ross Muir         | Jak Jones      | 1-0                      | 24-13                    |

* Final decidida na pontuação acumulado em duas frames

### Seniores Pot Black
| Ano  | Vencedor    | Finalista       | Pontuação final (frames) | Pontuação final (pontos) |
| ---- | ----------- | --------------- | ------------------------ | ------------------------ |
| 1997 | Joe Johnson | Terry Griffiths |                          |                          |